# Judy Tyler
Judy Tyler, geboren als Judith Mae Hess (9 oktober 1932 – 3 juli 1957) was een Amerikaanse actrice.

## Biografie

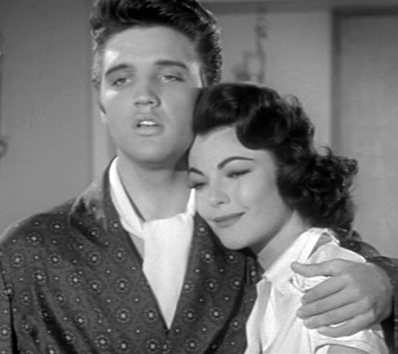
Judy Tyler met Elvis Presley in Jailhouse Rock

Tyler werd geboren in 1932. In de kinderserie Howdy Doody maakte ze haar televisiedebuut tussen 1950 en 1953. In 1955 kreeg ze een rol aangeboden in de musical Pipe Dream van Richard Rodgers en Oscar Hammerstein II. In 1957 speelde ze de hoofdrol in Jailhouse Rock naast Elvis Presley en Mickey Shaughnessy. Het werd ook haar laatste rol. Op 3 juli 1957 raakten zij en haar tweede echtgenoot, Greg Lafeyette, betrokken in een auto-ongeval in Rock River (Wyoming). Tyler overleed ter plaatse. Lafeyette zou later aan zijn verwondingen bezwijken. Ze werd begraven op het kerkhof Ferncliff Cemetery, waar tal van beroemdheden hun laatste rustplaats hebben.
- Biblioteca Nacional de España: XX1623417
- Bibliothèque nationale de France: cb14234739m (data)
- Gemeinsame Normdatei: 143813285
- International Standard Name Identifier: 0000 0001 1648 9830
- Library of Congress Control Number: no96016592
- Nationale Bibliotheek van Israël: 987007389356705171
- Nederlandse Thesaurus van Auteursnamen: 070584648
- SNAC: w6652nrw
- Trove: 941445
- Virtual International Authority File: 56822219
- WorldCat: E39PBJpyjBVtqy6TRqKkfkjHmd